# Lijst van burgemeesters van Wijlre
Dit is een lijst van burgemeesters van de voormalige Nederlandse gemeente Wijlre in de provincie Limburg tot de gemeente op 1 januari 1982 ophield te bestaan en verdeeld werd over de nieuwe gemeenten Margraten en Gulpen.
| Ambtsperiode | Naam burgemeester                                    | Partij of stroming | Bijzonderheden                             |
| ------------ | ---------------------------------------------------- | ------------------ | ------------------------------------------ |
| 18?? - 18??  | P.J.H. Tack                                          |                    |                                            |
| 18?? - 18??  | N. Voncken                                           |                    |                                            |
| 18?? - 1854  | P.J. Voncken                                         |                    |                                            |
| 1854 - 1866  | J.P.H. L'Ortye                                       |                    |                                            |
| 1866 - 1905  | J.W. Boshouwers                                      |                    |                                            |
| 1905 - 1915  | J.P.H. Leclercq                                      |                    |                                            |
| 1915 - 1936  | W.J.H. Prick                                         |                    | tevens burgemeester van Gulpen (1911-1936) |
| 1936 - 1942  | Jan (J.A.A.) Gijzels                                 |                    | later burgemeester van Susteren            |
| 1942 - 1944  | Willem van der Zanden                                | NSB                | tevens burgemeester van Gulpen (1943-1944) |
| 1944 - 1954  | Jan (J.A.A.) Gijzels                                 |                    |                                            |
| 1954 - 1975  | C.F.M. baron van Hövell van Westervlier en Weezeveld | KVP                | eerder burgemeester van Bingelrade         |
| 1975 - 1982  | Paul (P.J.J.M.) Peters                               | KVP / CDA          |                                            |